# مارسيا دانيال
مارسيا دانيال (بالإنجليزية: Marcia Daniel)‏ هي منافسة ألعاب القوى دومينيكاوية، ولدت في 30 سبتمبر 1977.

## وصلات خارجية
- مارسيا دانيال على موقع الاتحاد الدولي لألعاب القوى (الإنجليزية)
- مارسيا دانيال على موقع أوليمبيديا (الإنجليزية)
- مارسيا دانيال على موقع اتحاد ألعاب الكومنولث (مؤرشف) (الإنجليزية)